# أودا (شيمانه)
مدينة أودا (بالإنجليزية: Ōda)‏ هي أحد المدن التابعة لمحافظة شيمانه. تأسست رسميًا في 01/10/2005. ويقدر عدد سكانها بـ 39593 نسمة حسب تقدير مكتب الإحصاء الياباني لعام 2012. تبلغ مساحة أودا 436.11 كم2. بكثافة سكانية تبلغ 90.8 نسمة/كم2.

## توأمة
لأودا (شيمانه) اتفاقيات توأمة مع كل من:
- دايجون
- كاساوكا